# Stylosanthes
Stylosanthes es un género de plantas fanerógamas con 110 especies perteneciente a la familia Fabaceae. A pesar de ser leguminosa es acidófila. 

## Especies seleccionadas
- Stylosanthes acuminata M.B.Ferreira & Sousa Costa
- Stylosanthes angustifolia Vogel
- Stylosanthes angustissima Klotzsch
- Stylosanthes aprica Span.
- Stylosanthes aurea M.B.Ferreira & Sousa Costa
- Stylosanthes bahiensis 't Mannetje & G.P.Lewis
- Stylosanthes bangii Taub. ex Rusby
- Stylosanthes biflora Britton, Sterns & Poggenb.
- Stylosanthes capitata Vogel
- Stylosanthes cayennensis Mohlenbr.
- Stylosanthes fruticosa  (Retz.) Alston
- Stylosanthes guianensis  Sw
- Stylosanthes hamata  (L.) Taub.
- Stylosanthes humilis  Kunth
- Stylosanthes nervosa J.F.Macbr.
- Stylosanthes scabra Vogel
- Stylosanthes virgata Mart. ex Colla
- Stylosanthes viscosa (L.) Sw.